# Kuhlia malo
Kuhlia malo és una espècie de peix pertanyent a la família Kuhliidae.

## Descripció
- Pot arribar a fer 13,7 cm de llargària màxima.
- 10 espines i 11-12 radis tous a l'aleta dorsal i 3 espines i 11-13 radis tous a l'anal.
- És platejat amb punts negres, petits i arrodonits a la part dorsal del cos.[5][6]

## Hàbitat
És un peix d'aigua dolça, bentopelàgic i de clima tropical.

## Distribució geogràfica
Es troba a Oceania: la Polinèsia Francesa.

## Observacions
És inofensiu per als humans.